# Tachytrechus planitarisis
Tachytrechus planitarisis är en tvåvingeart som beskrevs av Becker 1907. Tachytrechus planitarisis ingår i släktet Tachytrechus och familjen styltflugor. Inga underarter finns listade i Catalogue of Life.